# Quenstedt
Quenstedt is een plaats en voormalige gemeente in de Duitse deelstaat Saksen-Anhalt, en maakt deel uit van de Landkreis Mansfeld-Südharz.
Quenstedt telt 859 inwoners.